# Pierre Pignolat
Pierre Pignolat est un peintre suisse d'origine française (né le 22 mai 1838 à Genève et mort 12 mars 1913 dans la même ville). Il s'est surtout illustré comme paysagiste, mais a également peint des natures mortes et des portraits.

## Biographie
Après un apprentissage de graveur à Genève, il suit les cours de Barthélemy Menn (1815-1893) à l'École des Beaux-Arts de Genève. Pendant de longues années, il exerce divers métiers (en parallèle avec son activité artistique) pour subvenir à ses besoins. En 1880 (titularisation en 1881), il est nommé professeur de figure à l'École des Beaux-Arts, succédant au peintre Auguste Baud-Bovy, poste qu'il occupera jusqu'en 1910, formant toute une génération de peintres genevois, dont Maurice Barraud et Edouard Vallet.
Pignolat s'est distingué comme maître du paysage intime, dans la mouvance de Jean-Baptiste Corot et de l'Ecole de Barbizon. Il est pratiquement contemporain des impressionnistes, qui l'amèneront à éclaircir sa palette dans son œuvre plus tardive. Ses toiles présentent quelques similitudes avec la première manière de Ferdinand Hodler (autre élève de Menn). De tempérament solitaire, il est resté à l'écart des mouvements picturaux qui s'affirment au tournant du siècle, tels que le symbolisme, le cubisme ou l'expressionnisme, approfondissant sa propre manière, faisant entrer un maximum de luminosité et de poésie dans ses tableaux, donnant à ses paysages son "velouté" caractéristique, tout en maintenant une composition solide. Ses œuvres se trouvent dans plusieurs musées suisses, notamment au Musée d'Art et d'Histoire de Genève et au Museum Oskar Reinhart am Stadtgarten à Winterthour. Il est considéré comme l'un des meilleurs paysagistes de l'École genevoise de peinture, et ses fusains sont également très appréciés pour leur grande richesse de nuances.